# Tenis de Mesa en Chile
El tenis de mesa en Chile es un deporte que si bien no es de los más predominantes, en los últimos años ha ido ganando una mayor cantidad de adherentes y aficionados que lo practican más frecuentemente. También ha ayudado para la expansión de este deporte la participación de Chile en diferentes Juegos Olímpicos tanto como Paralímpicos. La Federación Chilena de Tenis de Mesa (FECHITEME) está encargada de la organización de este deporte a nivel nacional.

## Historia
La práctica del tenis de mesa en Chile comenzó cuando un austriaco que había salido campeón mundial por equipos, integrando la selección de su país en Praga 1936 llegó a Latinoamérica para expandir este deporte. En el mismo año 1936 fue fundada la Federación Chilena de tenis de mesa, en la ciudad de Valparaíso. Guillermo Fredes fue el primer campeón.
El 11 de diciembre de 1943 se da origen a la Confederación Sudamericana de tenis de mesa (CONSUTEME)  en la sede de la Federación Argentina de ping-pong, en la ciudad de Buenos Aires, su primer presidente fue el uruguayo Alberto J. Segundo. Los países fundadores fueron Chile, Uruguay y Argentina.
Además, se convocó al primer campeonato sudamericano de tenis de mesa en dos categorías y un solo sexo: individual y equipo, solo sexo masculino. En este torneo participaron deportistas de Argentina, Chile y Uruguay. Los campeones fueron respectivamente: Raúl Riveros Araya de Chile, y en la selección argentina los jugadores del equipo ganador fueron: Egidio Cosentino, Isaac Ganc, Salomón Rososchik y Juan Vergé.
En el año 1945 Chile fue el encargado de realizar el segundo sudamericano, el cual se llevó a cabo en la capital, Santiago. También se disputó el doble masculino. A los representantes de los países mencionados anteriormente se sumó un jugador de Ecuador. 
Tras la celebración de los Juegos Panamericanos Santiago 2023, se registró un auge en el interés por practicar tenis de mesa en Chile. En este evento, el país sudamericano consiguió cuatro medallas de bronce en el tenis de mesa, mientras que en los Juegos Parapanamericanos 2023 logró 7 medallas de oro, 8 de bronce y 4 de plata, la mayor cantidad de medallas en un solo evento. En 2024, algunos torneo de este deporte duplicaron sus participantes, un fenónemos caracterizado por los dirigentes del tenis de mesa en Chile como el "legado de los Panamericanos".

### Jugadores más destacados nacional e internacionalmente
Los principales exponentes nacionales de este deporte son Berta Rodríguez Olate, quien es la tercera deportista chilena en participar en cuatro Juegos Olímpicos tras competir en Atlanta 1996, Sídney 2000, Atenas 2004 y Londres 2012. Otras jugadoras de tenis de mesa destacadas chilenas son Sofija Tepes y María Paulina Vega.
Campeones de Chile 2024:
El Campeonato Nacional fue realizado por la Federación Chilena de Tenis de Mesa, los días 14 y 15 de diciembre de 2024 en el Centro de Entrenamiento Olímpico, Región Metropolitana. 
En la categoría femenino la actual campeona nacional es Valentina Rios(Osorno), en tanto en la categoría masculino, el campeón nacional es Gustavo Gómez(Talca).
Ma Long es un jugador de nacionalidad China, actualmente campeón olímpico y mundial. Para muchos expertos y amantes de este deporte este exponente es el mejor jugador que se ha conocido. Ya que ha sido capaz de mantenerse en el primer lugar del mundo por la mayor cantidad de tiempo en la historia, 64 meses. Es la mezcla de técnica, pasión, esfuerzo y sabiduría táctica.

## Creación del juego de tenis de mesa
James Gibb, un ingeniero británico trajo desde América unas pelotas de celuloide para la práctica del tenis de mesa. Propuso llamarlo ping-pong, ya que se guio por el sonido que generaba la pelota cuando rebota en la mesa o se golpea con la paleta.
A finales del siglo XIX en Inglaterra fue cuando comenzó a aparecer el tenis de mesa. Los ingleses relatan que se inspiraron en el tenis normal, que en aquella época era solo sobre hierba. Las primeras personas que pudieron jugar este deporte pertenecían a la sociedad de clase más alta, por lo que en sus comienzos no estaba disponible para todas las personas.
Según diversos estudios realizados por la NASA, este representa el deporte más difícil para que un ser humano pueda practicar de manera profesional. Estos estudios han demostrado que la práctica de este deporte mejora, la capacidad y el tiempo de reacción, la coordinación, la concentración y la memoria.

#### Diferencia entre ping pong y tenis de mesa
Antiguamente el ping pong se practicaba como un juego de ocio, para distraerse. Mientras que el Tenis de Mesa envuelve al deporte en el ámbito más profesional. Así lo explica el secretario general de la Real Federación Española de Tenis de Mesa, Miguel Solano, a la BBC.